# Zejtan
Zejtan (hebrejsky זֵיתָן‎, v oficiálním přepisu do angličtiny Zetan) je vesnice typu mošav v Izraeli, v Centrálním distriktu, v Oblastní radě Emek Lod.

## Geografie
Leží v nadmořské výšce 43 metrů v hustě osídlené a zemědělsky intenzivně využívané pobřežní nížině. Východně od vesnice protéká Nachal Ajalon.
Obec se nachází 15 kilometrů od břehu Středozemního moře, cca 15 kilometrů jihovýchodně od centra Tel Avivu, cca 38 kilometrů severozápadně od historického jádra Jeruzalému a 2 kilometry severně od města Lod. Leží v silně urbanizovaném území, na jihovýchodním okraji aglomerace Tel Avivu. 3 kilometry severním směrem od mošavu se rozkládá Ben Gurionovo mezinárodní letiště. Zejtan obývají Židé, přičemž osídlení v tomto regionu je etnicky převážně židovské. Pouze ve městech Lod a Ramla ležících jižně odtud je cca dvacetiprocentní menšina Arabů.
Zejtan je na dopravní síť napojen pomocí místní silnice číslo 4404. Severně od mošavu probíhá dálnice číslo 1 z Tel Avivu do Jeruzalému. Východně od mošavu probíhá rovněž železniční trať vedoucí z Tel Avivu do Lodu.

## Dějiny
Zejtan byl založen v roce 1950. Jeho zakladateli byla skupina Židů z Libye a Maroka. Jméno obce je odvozeno od hebrejského slova Zajit (Oliva) . Zároveň odkazuje na biblickou postavu Zétan zmiňovanou v Knize 1. Paralipomenon 7,10
V poslední době dosud ryze zemědělská vesnice přikročila ke stavební expanzi, která umožňuje přistěhovávání nových rodin, již bez vazby na agrární hospodaření.

## Demografie
Podle údajů z roku 2014 tvořili naprostou většinu obyvatel v Zejtan Židé (včetně statistické kategorie "ostatní", která zahrnuje nearabské obyvatele židovského původu ale bez formální příslušnosti k židovskému náboženství).
Jde o menší obec vesnického typu s dlouhodobě rostoucí populací. K 31. prosinci 2014 zde žilo 1078 lidí. Během roku 2014 populace stoupla o 3,0 %.
| Rok            | 1961 | 1972 | 1983 | 1995 | 2001 | 2003 | 2004 | 2005 | 2006 | 2007 | 2008 | 2009 | 2010 | 2011 | 2012 | 2013 | 2014 |
| -------------- | ---- | ---- | ---- | ---- | ---- | ---- | ---- | ---- | ---- | ---- | ---- | ---- | ---- | ---- | ---- | ---- | ---- |
| Počet obyvatel | 479  | 479  | 513  | 592  | 761  | 798  | 845  | 866  | 870  | 919  | 933  | 920  | 966  | 1035 | 1034 | 1047 | 1078 |